# Strongylosia semiflava
Strongylosia semiflava là một loài bướm đêm trong họ Noctuidae.